# Trachylepis nganghae
Trachylepis nganghae este o specie de șopârle din genul Trachylepis, familia Scincidae, descrisă de Ivan Ineich și Laurent Chirio în anul 2004.
Este endemică în Camerun. Conform Catalogue of Life specia Trachylepis nganghae nu are subspecii cunoscute.